# Marata
Marata es una entidad de población española del municipio de Les Franqueses del Vallès, perteneciente a la provincia de Barcelona, en la comunidad autónoma de Cataluña.

## Historia
Hacia mediados del siglo XIX, el lugar tenía contabilizada una población de 246 habitantes. Aparece descrito en el undécimo volumen del Diccionario geográfico-estadístico-histórico de España y sus posesiones de Ultramar de Pascual Madoz con las siguientes palabras:

MARATA: l. en la prov., aud. terr., c. g. y dióc. de Barcelona, part. jud. de Granollers; forma ayunt. con Llinás. sit. en el térm. nombrado de las Franquesas con buena ventilacion y clima sano. Tiene 1 igl. parr. (Sta. Coloma), servida por 1 cura de primer ascenso de provision real y del arcediano de la Sta. iglesia catedral de Barcelona. El térm. confina con Corró de Munt, Corró de Vall, Cardedeu y Belloch. El terreno es llano; le fertiliza el r. Besos, y le cruzan varios caminos locales. El correo se recibe de la cab. del part. prod. trigo, legumbres y vino. pobl.: 50 vec., 246 alm. cap. prod.: 2.054,000. imp.: 51,350.
(Madoz, 1848, p. 210)

En 2023, la entidad singular de población de Marata, parte del municipio de Les Franqueses del Vallès, tenía empadronados 183 habitantes, todos ellos en diseminado.